# Леонтьева, Татьяна Васильевна
Татьяна Васильевна Леонтьева (род. 2 апреля 1984, г.Тюмень, СССР) — современная российская писательница.

## Биография
Татьяна Леонтьева родилась в Тюмени в 1984 году. Детство и юность провела в Томске. Затем уехала в Санкт-Петербург.
В 2012 году окончила Северо-Западный институт печати Университета технологии и дизайна.
Работает редактором в издательстве. Живёт в Москве.
Печатается в журналах «Медведь», «Октябрь», «Кольцо А» и других.
Участник XIV и XV Международных форумов молодых писателей России, стран СНГ и зарубежья, Семинара молодых писателей при Союзе писателей.
В 2016 году дебютировала с романом «Полтора килограмма соли». Роман был отмечен советом экспертов премии «Лицей».

## Критика
Её «Полтора килограмма соли» — российский вариант «Дневника Бриджит Джонс», грустная и смешная история молодой женщины, существующей в мире, где по умолчанию отсутствует всё то, что придаёт жизни смысл, а человеку — уверенность в собственном праве на счастье.
Юрий Козлов. Литературная Россия

Рассказ девушки из Сибири, которая перебралась в Питер и за которой тянется длинный шлейф воспоминаний, друзей, неудачных влюбленностей и мучительных романов. Ничего не выдумано, тут любая узнает себя в той или иной из описанных сцен, а может, даже и во всей книге. В мужских персонажах также несложно найти себя, хоть этого и не захочется. Соль — она сама по себе не очень-то вкусная, но без нее организму никак.
Константин Мильчин, «Русский репортёр»

## Премии и награды
- 2016 — Серебряный призёр литературного конкурса «Неизвестный Петербург»[9]